# Réville
Réville ist eine französische Gemeinde mit 1.038 Einwohnern (Stand: 1. Januar 2022) im Département Manche in der Region Normandie. Die Gemeinde gehört zum Arrondissement Cherbourg und zum Kanton Val-de-Saire (bis 2015: Kanton Quettehou). Die Einwohner werden Révillais genannt.

## Geographie
Réville liegt etwa 25 Kilometer ostsüdöstlich von Cherbourg am nordöstlichen Ende der Halbinsel Cotentin in der Landschaft Val de Saire an der Seinebucht. Umgeben wird Réville von den Nachbargemeinden Montfarville im Norden, Saint-Vaast-la-Hougue im Süden, La Pernelle im Westen und Südwesten sowie Anneville-en-Saire im Westen und Nordwesten.

## Bevölkerungsentwicklung
| Jahr                       | 1962 | 1968 | 1975 | 1982 | 1990 | 1999 | 2006 | 2018 |
| Einwohner                  | 1383 | 1308 | 1233 | 1246 | 1205 | 1168 | 1198 | 1019 |
| Quellen: Cassini und INSEE |      |      |      |      |      |      |      |      |

## Sehenswürdigkeiten
- Wikingernekropole
- Kirche Saint-Martin, seit 1923 Monument historique
- Kapelle Saint-Éloi, seit 1997 Monument historique
- Schloss Réville, seit 1997 Monument historique
- Herrenhaus La Crasvillerie
- Leuchtturm

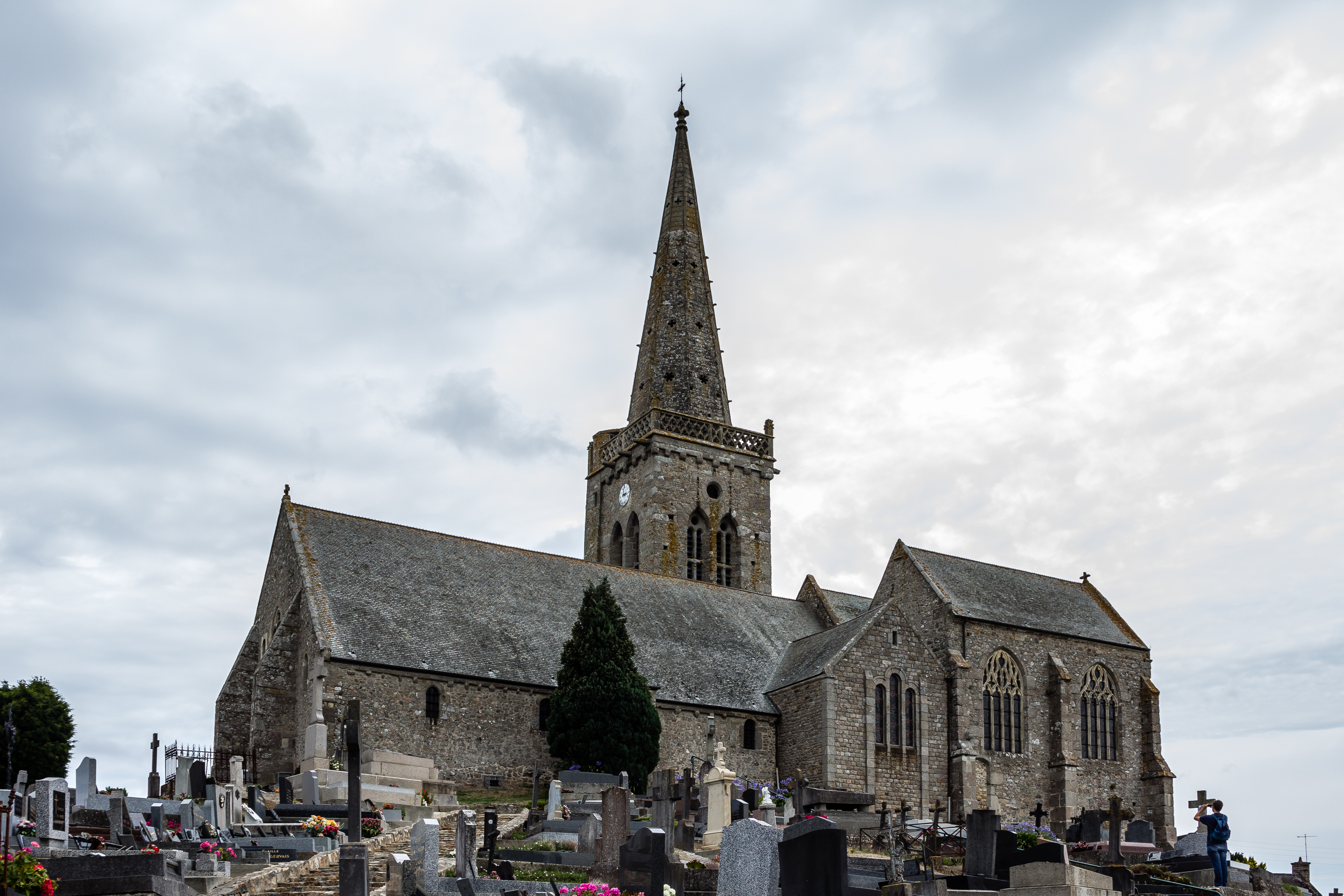
Kirche Saint-Martin
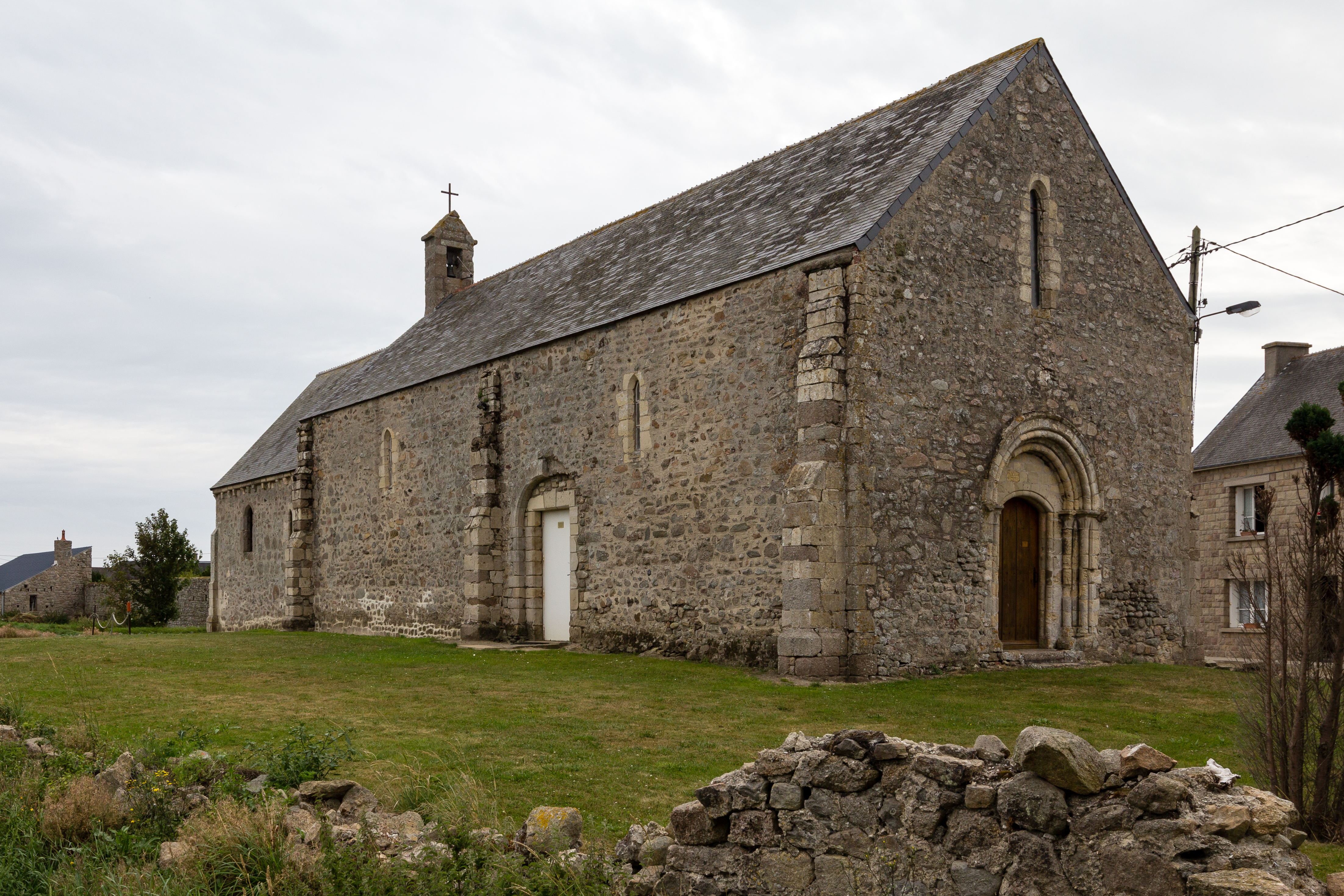
Kapelle Saint-Éloi
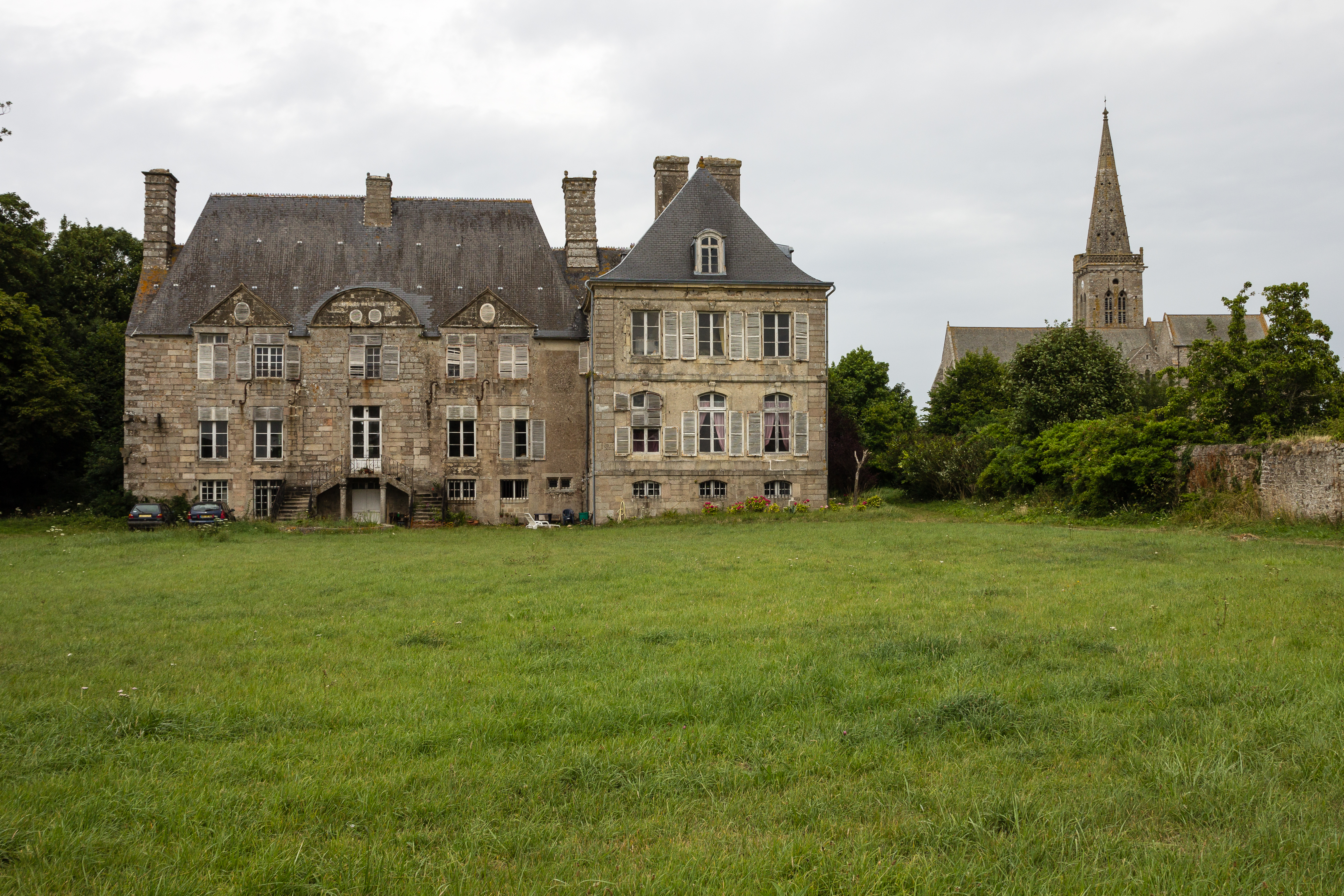
Schloss Réville
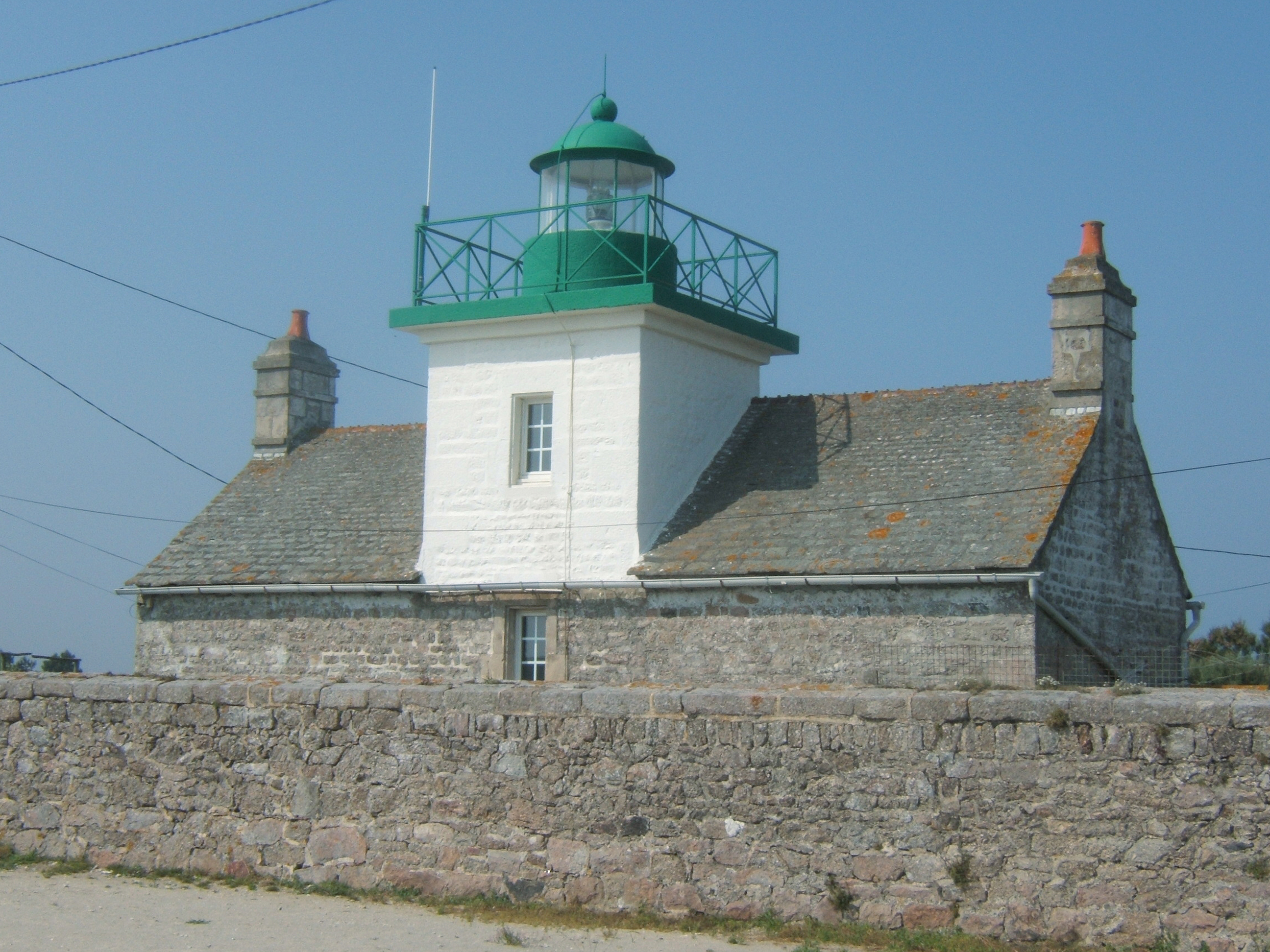
Leuchtturm

## Gemeindepartnerschaft
Mit der britischen Gemeinde Hambledon in Hampshire (England) besteht seit 1991 eine Partnerschaft.

## Persönlichkeiten
- François Le Clerc (gestorben 1563), Pirat
- Guillaume Fouace (1837–1895), Maler